# Venid pastorcillos
 ← REVISAR 

Venid, pastorcillos es un villancico tradicional de origen español que forma parte del repertorio de música navideña hispana. La canción invita a los pastores a adorar al niño Jesús, resaltando la humildad del nacimiento en un pesebre y la visita de los magos con sus regalos.

## Historia
La letra de "Venid, pastorcillos" se atribuye a Francisco Martínez de la Rosa, político y escritor español (Granada, 1787 – Madrid, 1862). La primera publicación de la partitura se realizó en 1898 en Barcelona por Juan Bta. Pujol & Cía, con música de G. Calzolari.
Algunas de las líneas más conocidas de este villancico incluyen:
Venid pastorcillos, venid a adorar  

al Rey de los Cielos que ha nacido ya.  

Un rústico techo abrigo le da,  

por cuna un pesebre de templo un portal.  
Este tema ha sido interpretado con distintas melodías dependiendo de las regiones y tradiciones. Según una nota publicada en el periódico panameño "El Cervecero" en 1947, este villancico ya se escuchaba en la radio de la época, interpretado por coros de niños, lo que indica su popularidad en América Latina.

## Versiones
- En 1952, el Coro de Madrigalistas bajo la dirección del cubano Manuel Ochoa interpretó "Venid, pastorcillos" como parte del álbum "Canciones de Navidad".[4]
- En 1962, el villancico fue incluido en el EP Villancicos de "La Compañía Infantil de Televicentro" de México.[5]
- En 1969, en Panamá, el compositor Lucho Azcárraga incluyó el tema en su compilación de villancicos en versión instrumental. Por su parte, en 1978, el cantante panameño Jaime Murrel, con el grupo Kyrios, lanzó una versión en estilo salsa.
- En 1997, la cantante Rocío Jurado interpretó el villancico en un popurrí de canciones navideñas al estilo flamenco durante una gala benéfica de Unicef.[6][7]
- En 1980, el grupo colombiano Hermanas Garavito grabó una versión con melodía original de Jeremías Quintero.[8]
- En 2006, el grupo mexicano Rojo incluyó en su disco Navidad una versión que se canta con la melodía Mueller del villancico anglosajón Away in a manger.